# Campeonato Brasileiro de Rugby da Série B
O Campeonato Brasileiro de Rugby da Série B conhecido a partir de 2023 pelo nome de "Torneios de Acesso", é um campeonato de rúgbi disputado anualmente, sendo o segundo nível da pirâmide do rúgbi nacional. Participam desta clubes qualificados por estaduais organizados por Federações Estaduais com estatuto e devidamente organizadas e filiadas à CBRu. Atualmente, a competição é regionalizada, e os campeões e vices de cada região, classificam-se para o Campeonato Brasileiro de Rugby XV - Classificatório, onde enfrentam os dois últimos colocados de cada grupo da primeira divisão daquele ano.

## História
Com a crescente de clubes interessados em disputar o Campeonato Brasileiro, na Década de 70 foi criada a segunda divisão, que teve como primeiro campeão o hoje tradicional Niterói Rugby, que à época dava seus primeiros passos. Além disso, teve passagem importante na história da competição o São Paulo, poderosa equipe do Futebol brasileiro, sendo multicampeão, mas sem disputar a elite.

### Era Copa do Brasil
Em 2004 e 2005, o torneio foi disputado junto à recém criada Copa do Brasil, e em 2006, a Copa do Brasil seria transformada na segunda divisão, embora a ideia original deste torneio nos seus dois primeiros anos fosse de criar uma competição semelhante à Copa do Brasil de Futebol, em âmbito de importância e de ser uma copa separada dos campeonatos com acesso e descenso, as edições das Copa do Brasil de Rugby de 2004 à 2013 são consideradas como parte da segunda divisão nacional pela CBRu.
s
À partir de 2007, quando as equipes da Copa do Brasil passaram a ter acesso à primeira divisão ou a disputar repescagem para chegar até ela. A partir da edição de 2011 a competição passou a assumir o papel de integradora do rúgbi nacional, incluindo naquele ano a participação de clubes do Nordeste e Centro-Oeste, vale ressaltar que antes disso o Orixás de Salvador já havia chegado à elite nacional.
Em 2012 finalmente todas as regiões do país estavam integradas em uma competição nacional, com a participação do GRUA de Manaus, a região norte tinha pela primeira vez uma equipe em competições nacionais. Em 2013 o Alecrim Rugby de Natal fez história ao ser o primeiro e até momento único clube de fora do eixo Sul-Sudeste a ser campeão de uma competição nacional de Rúgbi.

### Era Taça Tupi
Em 2014, a Copa do Brasil foi extinta por conta do pacote de renovações que a CBRu implementado para a temporada 2014 dos torneios nacionais. Neste ano a segunda divisão nacional passaria à ser chamada de "Taça Tupi" e contou com 12 clubes divididos em dois grupos de seis. O torneio começou no dia 26 de julho e a grande final aconteceu dia 1.º de novembro daquele ano consagrando como primeiro campeão da competição com o novo formato o Jacareí do estado de São Paulo

#### Participantes
A Confederação Brasileira de Rugby fixou o número de clubes participantes da fase principal em 12. Em 2014 os doze clubes entravam direto na fase principal, divididos em dois grupos de seis com uma final a ser disputada entre os vencedores dos dois grupos. Em 2015 antes da fase principal, foi disputada uma fase preliminar com 24 clubes, visando indicar os 12 participantes da fase principal que seriam divididos em três grupos de quatro.

#### Critérios
Muito se questionou, com a extinção da Copa do Brasil, como as regiões que eram atendidas por essas competições se integrariam ao novo formato adotado pela Confederação Brasileira de Rugby. Ao contrário da Copa do Brasil, a Taça Tupi não assumiria a participação de clubes vencedores das ligas regionais, como a Copa Norte e a Liga Nordeste. Apesar de argumentos fundamentados, muitos praticantes do rúgbi no país criticaram a limitação e que essa atrapalharia na expansão que a modalidade vinha obtendo no país e na integração entre os clubes de todas as regiões do país.
No Norte-Nordeste e Centro-Oeste, muitos estados ainda não tem federações por não atenderem aos requisitos da confederação, e por isso recorreram às Ligas Regionais. Porém, a Confederação Brasileira de Rugby limitou a participação apenas a clubes provenientes de Federações estaduais plenamente filiadas a ela.
No ano de retorno, 2014, eram considerados estados plenamente filiados:
- Minas Gerais, com dois clubes;
- Paraná, com dois clubes;
- Rio de Janeiro, com dois clubes;
- Rio Grande do Sul, com três clubes;
- Santa Catarina, com um clube;
- São Paulo, com dois clubes naquela edição.

Em 2015, cada um dos seis estados teve o direito a quatro clubes na competição.

### Promoção
Entre 2015 e 2019, o campeão da Taça Tupi era automaticamente promovido para a Primeira Divisão, disputando a na temporada seguinte àquela em que obteve o acesso. O vice-campeão da competição se capacita para disputar um Torneio de Repescagem contra o penúltimo colocado da divisão superior, em jogo único com mando em casa. Em 2014 o campeão disputava a repescagem.
Equipes que conquistaram acesso durante a Era Taça Tupi
| Ano  | Equipe                  | Localidade               | UF    |
| ---- | ----------------------- | ------------------------ | ----- |
| 2014 | Jacareí                 | Jacareí                  | SP    |
| 2015 | Niterói Rugby           | Niterói                  | RJ    |
| 2016 | Jacareí Poli Rugby      | Jacareí São Paulo        | SP    |
| 2017 | Bandeirantes Rugby Club | São Paulo                | SP    |
| 2018 | Tornados Serra Gaúcha   | Indaiatuba Caxias do Sul | SP RS |
| 2019 | Joaca                   | Florianópolis            | SC    |

### Repescagens
Em 2014 o campeão da Taça Tupi não tinha acesso automático e este enfrentava o último colocado da primeira divisão. Este papel cabe ao vice-campeão desde 2015, enfrentando o penúltimo colocado da Primeira Divisão em uma repescagem de jogo único, a partir de então o campeão tem acesso direto. A disputa se dá para saber qual equipe contribuiria melhor tecnicamente com o campeonato do ano seguinte, visando manter a qualidade técnica do torneio. Em 2014 numa decisão entre paulistas o campeão da Taça Tupi Jacareí bateu o tradicional Rio Branco e chegou à primeira divisão. Em 2015 em decisão entre gaúchos, o vice-campeão San Diego Rugby Club de Porto Alegre não foi forte o suficiente para chegar à primeira divisão e perdeu para o conterrâneo estadual de Bento Gonçalves, o Farrapos. Os jogos das repescagens foram:
2014
| 09/11/2014 |           |            |                                                           |
| Jacareí    | 33 - 10   | Rio Branco | Campo do Balneário, Jacareí Árbitro: Mariano de Goycochea |
|            | Relatório |            | Campo do Balneário, Jacareí Árbitro: Mariano de Goycochea |

2015
| 31/10/2015           |           |          |                        |
| San Diego Rugby Club | 0 - 43    | Farrapos | Hípica de Porto Alegre |
|                      | Relatório |          | Hípica de Porto Alegre |

2016
| 18/03/2017 |        |         |         |
| Poli Rugby | 32 - 3 | Niterói | CepeUSP |
|            |        |         | CepeUSP |

### Era Torneio de Acesso
Com o cancelamento das edições de 2020 e 2021 de todos os torneios nacionais de Rugby por conta da pandemia de COVID-19, após esta paralisação forçada, todo o calendário nacional foi refeito, e embora a primeira divisão voltasse a ser disputada em 2022, a segunda só voltaria a ser disputada em 2023.
A partir de 2023, a segunda divisão nacional transformou-se em 3 torneios regionalizados distintos, que são chamados de "Torneios de Acesso", cada um destes torneios tem um campeão próprio, mas não há mais um campeão geral da segunda divisão como anteriormente.
Também não há mais promoção direta para a primeira divisão, o campeão e vice de cada região agora é transferido para uma divisão intermediária entre a primeira e segunda divisão nacional, o Qualificatório, este torneio é realizado logo após o término do Torneio de acesso, e nele, os clubes da segunda divisão disputam com o penúltimo e último de cada grupo regional da primeira fase da primeira divisão para decidir quem estará na primeira e segunda divisão nacionais do ano seguinte, o classificatório também não tem um "campeão centralizado", assim como a segunda divisão, mas diferentemente da segunda divisão, ele também não possuí campeões regionais.

## Campeões
| Ano             | Campeão                   | Vice               | 3.º Lugar            |
| Segunda Divisão | Segunda Divisão           | Segunda Divisão    | Segunda Divisão      |
| --------------- | ------------------------- | ------------------ | -------------------- |
| 1969            | SPAC B                    | poucas informações | poucas informações   |
| 1970            | Colégio Pasteur Mackenzie | poucas informações | poucas informações   |
| 1971            | Medicina Rugby Mackenzie  | poucas informações | poucas informações   |
| 1972            | Mackenzie                 | poucas informações | poucas informações   |
| 1973            | Colégio Pasteur           | poucas informações | poucas informações   |
| 1974            | Niterói Rugby             | poucas informações | poucas informações   |
| 1975            | SPAC B                    | poucas informações | poucas informações   |
| 1976            | Federal Rugby Club        | poucas informações | poucas informações   |
| 1977            | Mauá                      | poucas informações | poucas informações   |
| 1978            | Guanabara B               | poucas informações | poucas informações   |
| 1979            | FEI Rugby                 | poucas informações | poucas informações   |
| 1980            | FEI Rugby                 | poucas informações | poucas informações   |
| 1981            | Mackenzie                 | poucas informações | poucas informações   |
| 1982            | Bruder                    | poucas informações | poucas informações   |
| 1983            | São Paulo¹                | poucas informações | poucas informações   |
| 1984            | São Paulo¹                | poucas informações | poucas informações   |
| 1985            | Nippon                    | poucas informações | poucas informações   |
| 1986            | São Paulo¹                | poucas informações | poucas informações   |
| 1987            | SPAC B                    | poucas informações | poucas informações   |
| 1988            | Rio Branco                | Curitiba           | poucas informações   |
| 1989            | Curitiba                  | poucas informações | poucas informações   |
| Série B         |                           |                    |                      |
| 2001            | O'Malleys                 | poucas informações | poucas informações   |
| 2002            | Varginha                  | Curitiba           | poucas informações   |
| 2004            | Varginha                  | Curitiba           | Rugby Sem Fronteiras |
| 2005            | Curitiba                  | RJ Union           | Pasteur              |

| Copa do Brasil | Copa do Brasil | Copa do Brasil       | Copa do Brasil                |
| -------------- | -------------- | -------------------- | ----------------------------- |
| 2004           | Niterói Rugby  | SPAC                 | não foi disputado o 3.º lugar |
| 2005           | SPAC           | Niterói Rugby        | não foi disputado o 3.º lugar |
| 2006           | Rio Branco     | SPAC                 | Pasteur                       |
| 2007           | BH Rugby       | Orixás               | Jacareí Rugby                 |
| 2008           | SPAC           | Pasteur              | não foi disputado o 3.º lugar |
| 2009           | BH Rugby       | San Diego Rugby Club | Indaiatuba                    |
| 2010           | Farrapos       | Federal              | BH Rugby                      |
| 2011           | Ilhabela       | Goiânia RC           | não foi disputado o 3.º lugar |
| 2012           | Indaiatuba     | Alecrim              | não foi disputado o 3.º lugar |
| 2013           | Alecrim        | Charrua              | não foi disputado o 3.º lugar |

| Taça Tupi | Taça Tupi     | Taça Tupi            | Taça Tupi            |
| --------- | ------------- | -------------------- | -------------------- |
| 2014      | Jacareí       | Serra                | Brummers             |
| 2015      | Niterói Rugby | San Diego Rugby Club | Rio Branco           |
| 2016      | Jacareí       | Poli Rugby           | San Diego Rugby Club |
| 2017      | Bandeirantes  | Charrua              | BH Rugby             |
| 2018      | Tornados      | Serra Gaúcha         | Rio Branco           |
| 2019      | Joaca         | BH Rugby             | Rio Branco           |

| Torneio de Acesso | Torneio de Acesso   | Torneio de Acesso      | Torneio de Acesso         |
| Ano               | Campeão da Taça Sul | Campeão da Taça SP-PR  | Campeão da Taça Rio-Minas |
| ----------------- | ------------------- | ---------------------- | ------------------------- |
| 2023              | URTC²               | Piracicaba             | Niterói Rugby             |
| Ano               | Campeão da Taça Sul | Campeão da Taça SP-PR  | Campeão da Taça Rio       |
| 2024              | Colonos             | Engenharia Rugby/Leões | Rio Rugby                 |

¹ O São Paulo Futebol Clube venceu três vezes a Série B, mas nunca disputou a Série A)
² Atual Colonos Rugby
³ O Engenharia Rugby e o Leões jogaram como um clube

## Finais
| Data                  | Mandante | Placar | Visitante            | Local                                                  |
| --------------------- | -------- | ------ | -------------------- | ------------------------------------------------------ |
| 1 de novembro de 2014 | Jacareí  | 33-0   | Serra                | Campo da Secretaria Estadual dos Esportes, Curitiba-PR |
| 10 de outubro de 2015 | Niterói  | 32-26  | San Diego Rugby Club | Associação dos Funcionários da Volvo, Curitiba-PR      |
| 30 de outubro de 2016 | Jacareí  | 14-12  | Poli Rugby           | Estádio Martins Pereira, São José dos Campos-SP        |

## Equipes que participaram

### Taça Tupi
| Equipe               | Localidade         | Unidade Federativa | Títulos            | NºP. | Última | Status Atual       |
| -------------------- | ------------------ | ------------------ | ------------------ | ---- | ------ | ------------------ |
| BC Rugby             | Balneário Camboriú | SC                 | 0 (não possui)     | 2    | 2015   | A definir          |
| BH Rugby             | Belo Horizonte     | MG                 | 0 (não possui)     | 2    | 2015   | A definir          |
| Blumenau             | Blumenau           | SC                 | 0 (não possui)     | 1    | 2015   | A definir          |
| Brummers             | Novo Hamburgo      | RS                 | 0 (não possui)     | 2    | 2015   | A definir          |
| Brusque              | Brusque            | SC                 | 0 (não possui)     | 1    | 2015   | A definir          |
| Centauros            | Estrela            | RS                 | 0 (não possui)     | 1    | 2015   | A definir          |
| Charrua              | Porto Alegre       | RS                 | 0 (não possui)     | 2    | 2015   | A definir          |
| Costão Norte         | Florianópolis      | SC                 | 0 (não possui)     | 1    | 2015   | A definir          |
| Guanabara            | Rio de Janeiro     | RJ                 | 0 (não possui)     | 2    | 2015   | A definir          |
| Indaiatuba           | Indaiatuba         | SP                 | 0 (não possui)     | 1    | 2015   | A definir          |
| Jacareí              | Jacareí            | SP                 | 1 (último em 2014) | 1    | 2014   | Rebaixado(Super 8) |
| Joaca                | Florianópolis      | SC                 | 0 (não possui)     | 1    | 2015   | A definir          |
| Lechuza              | Sorocaba           | SP                 | 0 (não possui)     | 1    | 2015   | A definir          |
| Londrina             | Londrina           | PR                 | 0 (não possui)     | 2    | 2015   | A definir          |
| Maringá              | Maringá            | PR                 | 0 (não possui)     | 2    | 2015   | A definir          |
| Montes Claros        | Montes Claros      | MG                 | 0 (não possui)     | 1    | 2015   | A definir          |
| Niterói              | Niterói            | RJ                 | 2 (último em 2015) | 1    | 2015   | Super 8 2016       |
| Poli Rugby           | São Paulo          | SP                 | 0 (não possui)     | 2    | 2015   | A definir          |
| Rio Branco           | São Paulo          | SP                 | 0 (não possui)     | 1    | 2015   | A definir          |
| Rio Rugby            | Rio de Janeiro     | RJ                 | 0 (não possui)     | 2    | 2015   | A definir          |
| San Diego Rugby Club | Porto Alegre       | RS                 | 0 (não possui)     | 1    | 2015   | A definir          |
| Serra                | Caxias do Sul      | RS                 | 0 (não possui)     | 2    | 2015   | A definir          |
| Uberlândia           | Uberlândia         | MG                 | 0 (não possui)     | 1    | 2015   | A definir          |
| Varginha             | Varginha           | MG                 | 2 (último em 2004) | 1    | 2014   | A definir          |
| Wally's              | Louveira           | SP                 | 0 (não possui)     | 1    | 2015   | A definir          |

- NºP. - Participações
- Última - Última participação
- Status Atual - Divisão atual